# Falukorv
A salsicha de Falun (em sueco falukorv;  PRONÚNCIA) é uma salsicha grossa, típica da Suécia, feita de uma mistura de carne fumada de porco e vaca, com farinha de batata, cebola, sal e especiarias suaves. 

É uma salsicha fumada, pronta a ser consumida. 

Contém pelo menos 45% de carne, e é frequentemente usada na Suécia como guarnição de sanduiches. 

É fabricada na cidade de Falun, desde o séc.XVI.